# Théodore Swarts
Théodore François Hubert Swarts (Antwerpen, 9 mei 1839 – Kortenberg, 31 augustus 1911) was een Belgische scheikundige en hoogleraar. Hij is de vader van Frédéric Swarts, eveneens een scheikundige.

## Biografie
Théodore Swarts werd geboren in Antwerpen als zoon van Theodorus Josephus Carolus Swarts, een luitenant aan boord van de kanonneerboot nr. 7. Swarts doorliep zijn middelbaar aan het Koninklijk Atheneum in zijn geboortestad. Vervolgens doorliep hij een opleiding aan de Universiteit Gent, aanvankelijk als kandidaat in de farmacie, nadien behaalde hij de graad van doctor in de natuurkundige wetenschappen. Hij studeerde onder meer bij Friedrich Kekulé. Reeds op 19-jarige leeftijd, in 1858, werd hij aangesteld aan zijn alma mater tot voorbereider voor de cursus algemene scheikunde. Van 1865 tot 1867 was hij professor scheikunde aan de militaire school.
Op 7 oktober 1867 werd Théodore Swarts aangesteld als buitengewoon hoogleraar in de algemene scheikunde, als opvolger van Friedrich Kekulé. Zijn promotie tot gewoon hoogleraar volgde op 29 september 1871.
In 1883 werd door de derde taalwet het gebruik van Nederlandse termen in het natuurwetenschappelijkonderwijs verplicht. In aansluiting daarop publiceerde Théodore Swarts in datzelfde jaar een Nederlandstalig handboek scheikunde.
Op 28 oktober 1903 ging hij met emeritaat.
Zijn dochter Céline huwde in 1889 met de naar de Verenigde Staten uitgeweken Gentse scheikundige Leo Baekeland, de uitvinder van het eerste fotopapier dat met kunstlicht belicht kon worden (Velox) naast de eerste hitte- en zuurbestendige plastieksoort (bakeliet). Hun eerste dochter, Jenny Nina Rose (1890-1895), werd nog in Gent geboren toen het koppel woonachtig was aan de Boulevard Léopold (thans Floraliënlaan) nabij het Citadelpark.
- Bibliothèque nationale de France: cb134815983 (data)
- Biografisch Portaal: 38823385
- Gemeinsame Normdatei: 117679208
- International Standard Name Identifier: 0000 0003 5397 6384
- Virtual International Authority File: 7539288